# Comté de Monroe (New York)
Pour les articles homonymes, voir Comté de Monroe.
Le comté de Monroe (en anglais : Monroe County) est l'un des 62 comtés de l'État de New York, aux États-Unis. Le siège du comté est Rochester.

## Démographie
La population du comté s'élevait à 759 443 habitants au recensement de 2020.
| Groupe                           | Comté de Monroe | New York | États-Unis |
| -------------------------------- | --------------- | -------- | ---------- |
| Blancs                           | 76,1            | 66,8     | 72,4       |
| Afro-Américains                  | 15,2            | 15,9     | 12,6       |
| Asiatiques                       | 3,3             | 7,3      | 4,8        |
| Métis                            | 2,6             | 3,0      | 2,9        |
| Autres                           | 2,6             | 7,5      | 6,4        |
| Amérindiens                      | 0,3             | 0,6      | 0,9        |
| Total                            | 100             | 100      | 100        |
|                                  |                 |          |            |
| Hispaniques et Latino-Américains | 7,3             | 17,6     | 16,7       |

Selon l'American Community Survey, en 2010 87,68 % de la population âgée de plus de 5 ans déclare parler l'anglais à la maison, 4,83 % déclare parler l'espagnol, 0,98 % l'italien, 0,67 % une langue chinoise et 5,84 % une autre langue.

## Subdivisions

Subdivisions du comté de Monroe.

## Comtés adjacents
- Comté d'Orleans (au nord-ouest)

- Comté de Genesee (au sud-ouest)
- Comté de Livingston (au sud)
- Comté d'Ontario (au sud-est)
- Comté de Wayne (à l'est)